# Maria Clara Cullell i Teixidó
Maria Clara Cullell i Teixidó (Barcelona, 1931 - Costa Rica, 1993) fou una pianista catalana.
Va néixer a Barcelona però de petita la seva família es va exiliar amb d'altres refugiats del país a Santiago de Xile, on al 1952 es graduà del Conservatori Nacional de Musica de la Universitat de Xile. Aquest mateix any es trasllada a Madrid on obté el Diploma de Virtuosismo del Real Conservatorio de Música de Madrid, en 1954, amb la tutela de José Cubiles i Antonio Yglesias.
Atés al seu matrimoni amb el metge Jorge Vargas Segura va traslladarse a Costa Rica en 1959. A Costa Rica es vincula al Conservatorio de Música, actualment Escuela de Artes Musicales de la Universidad de Costa Rica, fins al dia de la seva mort en 1993. Durant més de 30 anys es va dedicar a l'ensenyament del piano en aquesta institució.
També desenvolupà una extensa carrera com a intèrpret en recitals com a solista, integrant de grups de cambra i fent acompanyament simfònic. En l'àmbit de la música de cambra va col·laborar amb nombrosos artistes com les cantants Alicia López, Julia Araya, Elena Villalobos, Rafael Ángel Saborío y Zamira Barquero; els pianistes Zoraide Caggiano, Pilar Luzán, Madeleine Badin i Higinio Fernández.
A finals de la dècada dels 80s conformà el Trío Artes Musicales amb la violinista Tetsuo Yagi y la cellista Irma Field. També va compartir escenari amb la flautista María Luisa Meneses, la cellista Elena Kharina i els violinistes Walter Field y Eddie Mora.
En 1989 va ser nomenada profesora catedràtica per la seva activitat continuada i la seva valuosa tasca com a formadora. Va ser declarada professora emérita de la Escuela de Artes Musicales al 1991, dos anys abans de morir a Costa Rica. Com a homenatge, al 2000 es va crear el Concurso Internacional de Piano María Clara Cullell, que du el seu nom i, al 2013, la sala de concert de cambra de l'Escuela de Artes Musicales va rebre el seu nom.